# Amfreville-la-Campagne
Amfreville-la-Campagne ist eine Ortschaft und eine Commune déléguée in der französischen Gemeinde Amfreville-Saint-Amand mit 872 Einwohnern (Stand 1. Januar 2022) im Département Eure in der Region Normandie.
Mit Wirkung vom 1. Januar 2016 wurden die früheren Gemeinden Saint-Amand-des-Hautes-Terres und Amfreville-la-Campagne zu einer Commune nouvelle mit dem Namen Amfreville-Saint-Amand zusammengelegt.  Die Gemeinde Amfreville-la-Campagne gehörte zum Arrondissement Bernay, zum Kanton Bourgtheroulde-Infreville und zum Kommunalverband Roumois Seine.

## Geografie
Amfreville-la-Campagne liegt etwa 26 Kilometer nordwestlich von Évreux.

## Bevölkerungsentwicklung
| 1962                       | 1968 | 1975 | 1982 | 1990 | 1999 | 2006 | 2013 |
| -------------------------- | ---- | ---- | ---- | ---- | ---- | ---- | ---- |
| 459                        | 477  | 636  | 735  | 797  | 873  | 896  | 928  |
| Quellen: Cassini und INSEE |      |      |      |      |      |      |      |

## Sehenswürdigkeiten
- Kirche Notre-Dame
- Schloss Amfreville aus dem Jahre 1743

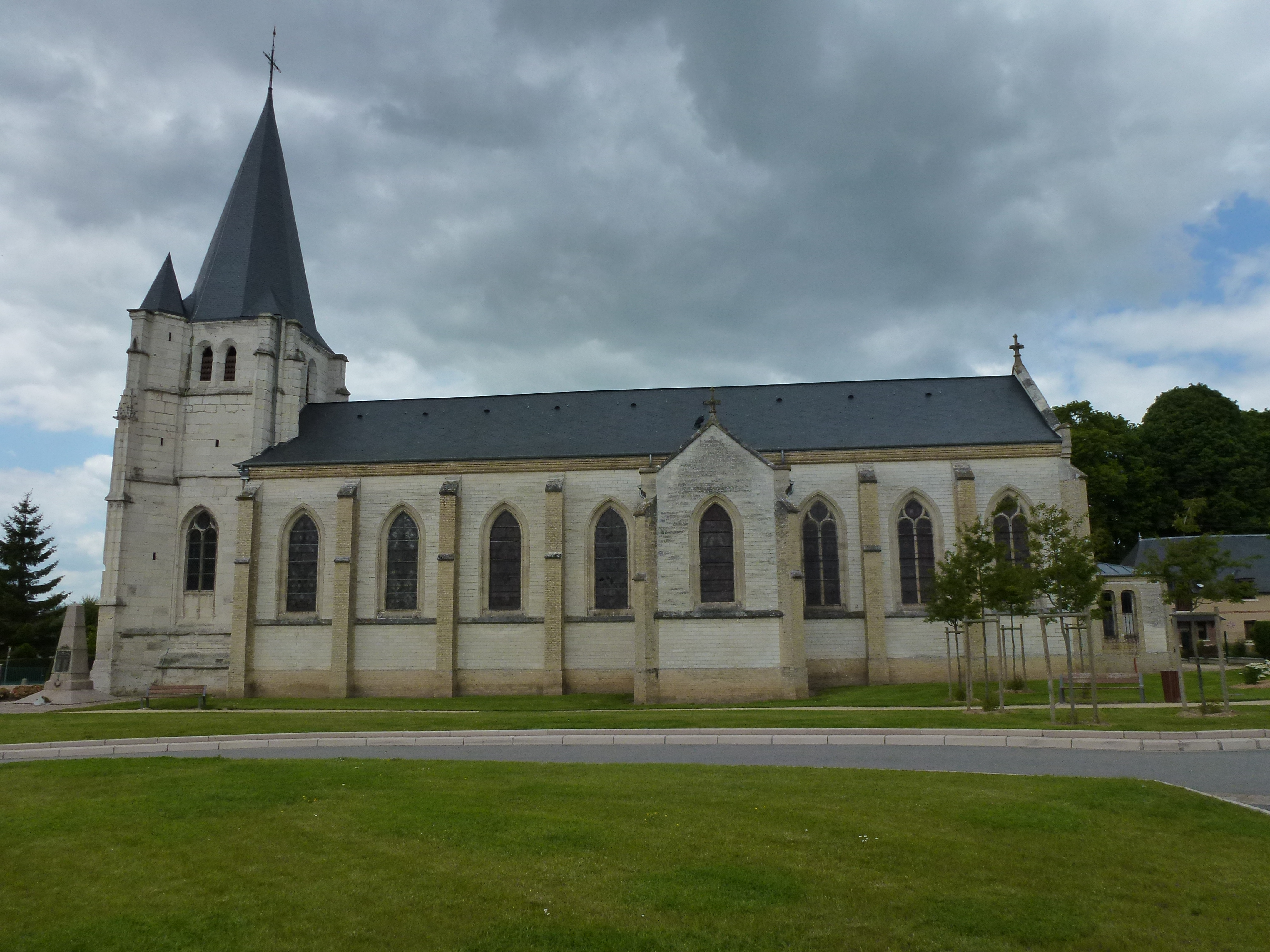
Kirche Notre-Dame